# Idimeer
Idimeer, Zweeds - Fins: Idijärvi, is een meer in Zweden. Het meer ligt in de gemeente Kiruna  op 346 meter hoogte langs de Europese weg 45 en is ongeveer 2 km². De Idirivier, die hier Jieririvier heet, komt door het meer en stroomt verder naar de Könkämä en de Muonio. De volgende dorpen liggen aan het meer: Närvä, Mertajärvi in het noorden en Idivuoma aan een randmeer in het zuiden.
Idirivier → meer Idimeer → Idirivier → Könkämä → Muonio → Torne → Botnische Golf